# 安斯巴赫
安斯巴赫（德語：Ansbach，發音：[ˈansbax] ⓘ）是德国巴伐利亚州中弗兰肯行政区的非县辖城市，也是中弗兰肯行政区的首府和安斯巴赫县的县治，面积99.91平方千米，2023年12月31日人口42,311人。

## 友好城市
安斯巴赫与以下城市结为友好城市：
- 法國 昂格莱特
- 美国 贝城
- 義大利 費爾莫
- 中國 靖江市